# Calle Bandera
Calle Bandera (antiguamente calle de La Bandera) es una calle del centro de la ciudad de Santiago, Chile, que inicia por el sur desde la Avenida Libertador General Bernardo O'Higgins y continúa por el norte hasta el río Mapocho.

## Origen del nombre

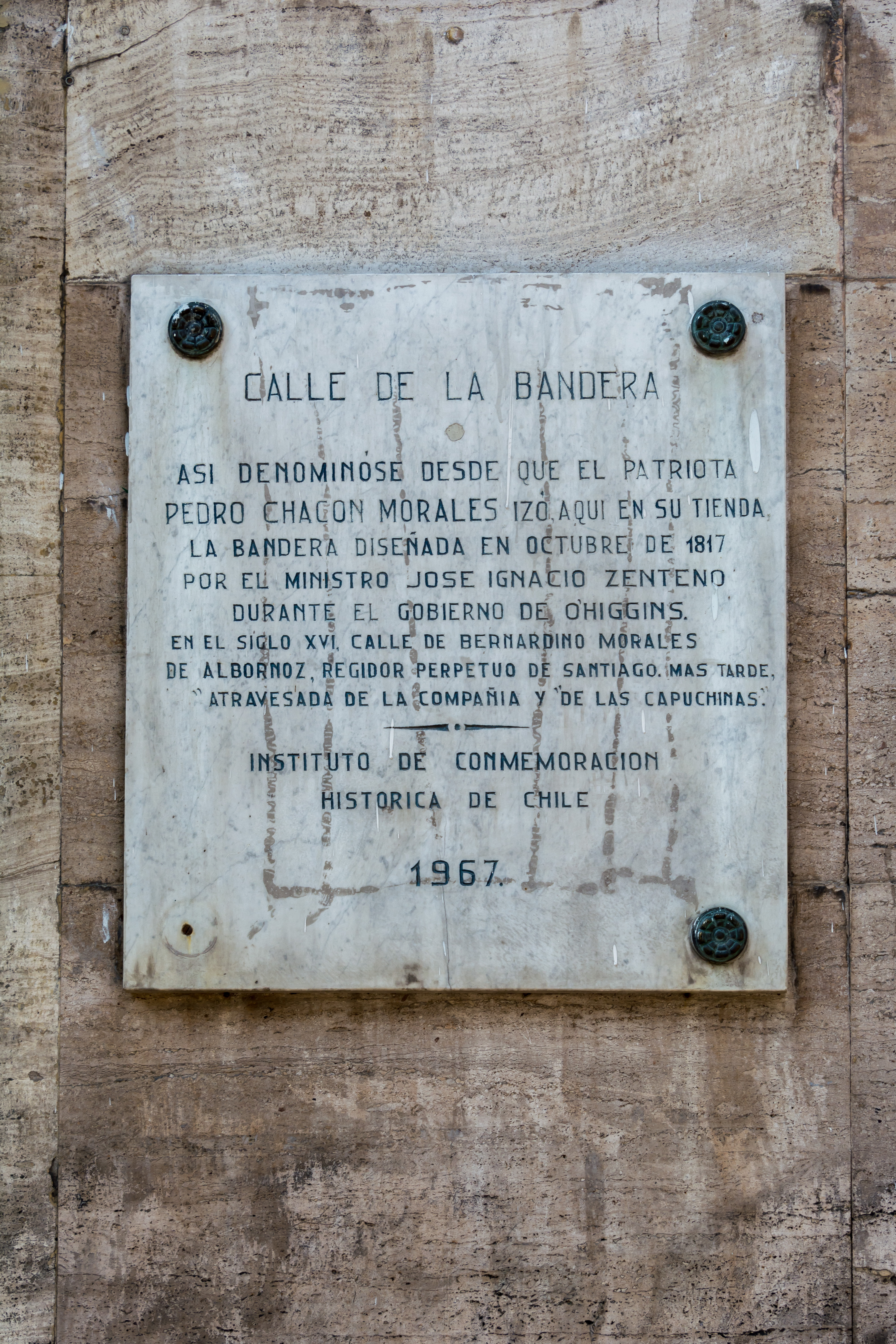
Placa de calle Bandera

El nombre de esta calle se debe a Pedro Chacón y Morales, un conocido comerciante de Santiago que en 1817 tenía su tienda de banderas en la calle conocida como "Atravesada de La Compañía". Su tienda estaba ubicaba en la esquina de la "calle de los Huérfanos", hoy calle Huérfanos. Pedro Chacón, abuelo materno de Arturo Prat Chacón, izaba una bandera chilena cada vez que había una victoria de las fuerzas independentistas, y de esta manera la calle fue siendo conocida como "la calle de la bandera".

## Historia

### El "Barrio Chino"
Barrio que albergaba a la bohemia literaria chilena de la época. Se extendía por la calle Bandera, desde la calle Compañía hasta la Estación Mapocho. En su mejor momento, numerosos bares, restaurantes y cabarés eran frecuentados por escritores, poetas y artistas —como Pablo Neruda, Juvencio Valle, Diego Muñoz, Alberto Valdivia, Rubén Azócar, Alberto Rojas Jiménez y Tomás Lagos—.

## Actualidad
En la actualidad la calle alberga importantes edificios históricos y entidades financieras del país. Desde el 20 de diciembre de 2018 la Calle Bandera se convirtió en un paseo peatonal desde el paso bajo nivel de la Avenida Libertador General Bernardo O'Higgins hacia el norte.

### Club de la Unión
Construido en La Alameda, esquina Calle Bandera, en 1917 por el arquitecto Alberto Cruz Montt. La primera sede de este club social se encontraba originalmente en la calle Estado con Huérfanos, luego sería trasladado a la calle Bandera con Huérfanos, desde donde finalmente se trasladaría a la actual ubicación.

### Bolsa de Comercio de Santiago
El Edificio de la Bolsa de Comercio de Santiago (1917) se encuentra en Bandera esquina Moneda. Este edificio de estilo neoclásico fue diseñado por el arquitecto Emile Jecquier, quien además es autor del Museo Nacional de Bellas Artes de Santiago y la Estación Mapocho (1913).

### Museo de Arte Precolombino
En el mismo edificio de la ex Real Casa de Aduanas (1807), hoy se encuentra uno de los principales museos de la capital. El Chileno de Arte Precolombino tiene una colección de 3.000 piezas del período precolombino de América. Se encuentra ubicado en la esquina de las calles Bandera y Compañía, a una cuadra de la Plaza de Armas.

### Palacio de los Tribunales de Santiago
El Palacio de los Tribunales de Justicia de Santiago se encuentra en calle Compañía, entre la calle Bandera y la calle Morandé.

### Edificio del ex Congreso Nacional
El Edificio del ex Congreso Nacional fue construido en 1876 en los mismos terrenos donde se encontraba la Iglesia de la Compañía. La iglesia jesuita fue destruida por un incendio en 1863.

### Paseo Bandera

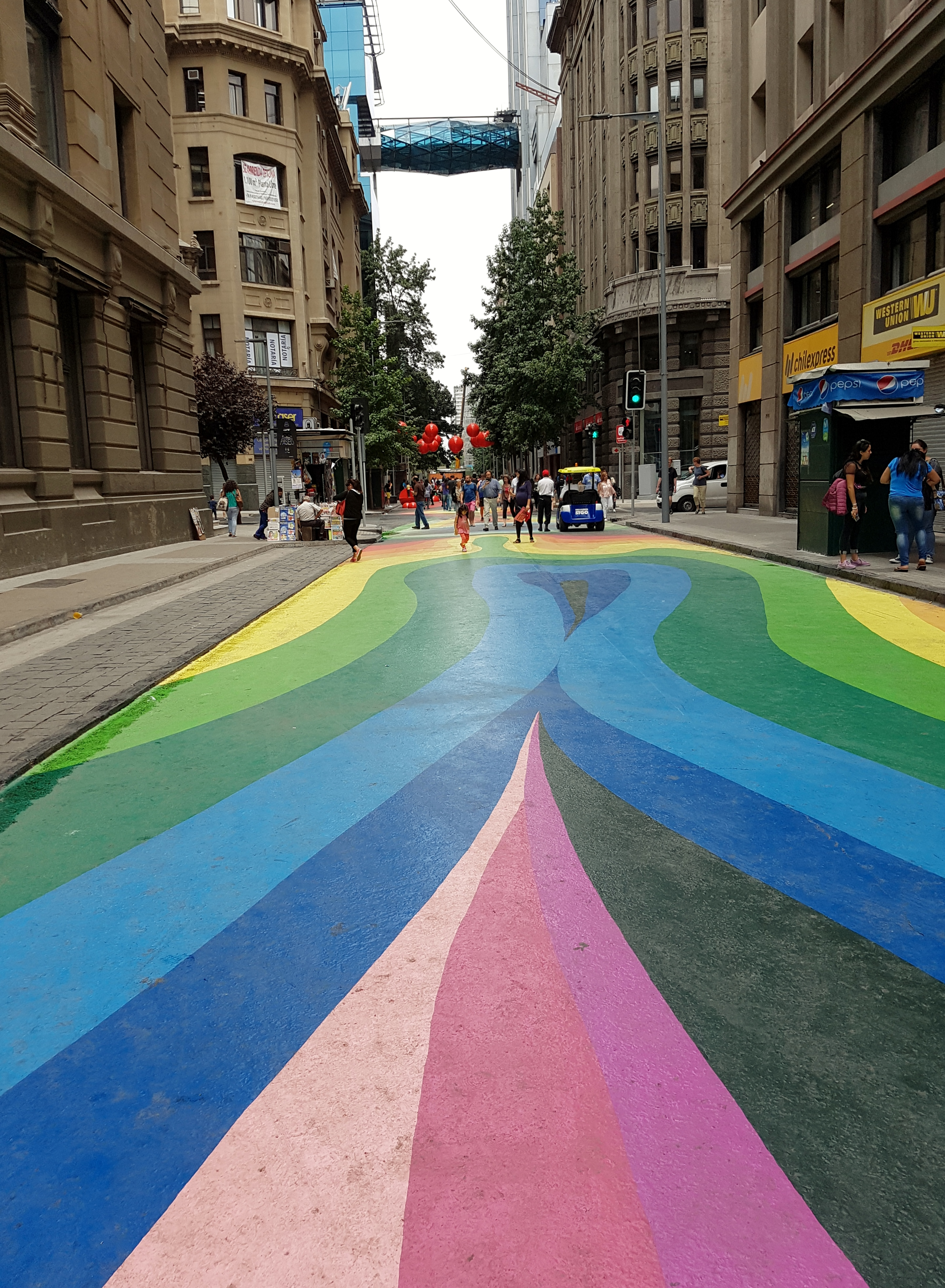
Paseo Bandera en 2018

El 20 de diciembre de 2017 la calle Bandera se transformó en un paseo peatonal donde fue inaugurado por el alcalde de Santiago Felipe Alessandri junto al intendente Claudio Orrego y por las autoridades. Un año después se inauguró la segunda etapa del Paseo Bandera que inicia desde el paso bajo nivel que cruza la Avenida Libertador General Bernardo O'Higgins hasta la Calle Compañía, donde antiguamente circulaban los vehículos. La intervención realizada para la constitución del Paseo Bandera ha sido premiado en la categoría Innovación en Innovación Pública, de los Premio Avonni 2018, así como en la categoría, Mejor Proyecto Urbano Público, de los Premios de la Ciudad 2018, otorgado por el Museo Benjamín Vicuña Mackenna.